# Otto Menzel
Otto Menzel (ur. 5 stycznia 1836 w Bolesławcu, zm. 22 maja 1899 tamże) – niemiecki dyrektor górniczy i hutniczy, oficer pionierski, honorowy obywatel Katowic.

## Życiorys
Urodził się 5 stycznia 1836 roku w Bolesławcu. Uczęszczał do gimnazjum w Görlitz, które opuścił pół roku przed ukończeniem szkoły, gdyż 1 października 1854 roku miał zamiar wstąpić do jednostki pionierów w Głogowie. 4 stycznia 1855 roku zdał tam egzamin, ale odmówiono mu przyjęcia do korpusu inżynieryjnego. Podjął decyzję o powrocie do gimnazjum i po sześciu miesiącach nauki w szóstej klasie w Legnicy zdał egzamin końcowy z wyróżnieniem 24 września 1856 roku.
Ukończył studia prawnicze na Uniwersytecie Wrocławskim i rozpoczął praktykę górniczą w kopalniach na Górnym Śląsku. 16 listopada 1864 roku zdał egzamin jako praktykant górniczy. Podczas wojny duńskiej oddelegowany został do Magdeburga. Awansowano go na porucznika i zachęcano do wstąpienia do stałej armii jako oficer inżynieryjny. Niedługo później objął dochodowe stanowisko w kopalniach węgla kamiennego hrabiego Hugona I Henckla von Donnersmarcka w Wirku.
W 1866 roku jego działalność zawodowa została przerwana przez wybuch wojny prusko-austriackiej, podczas której został przydzielony jako oficer pionierski do uzbrojenia twierdz w Koźlu i Nysie. W 1870 roku podczas wojny francusko-pruskiej brał udział w oblężeniu Metzu. Po podpisaniu traktatu pokojowego, będąc w stopniu kapitana otrzymał zadanie zapewnienia odpowiedniego pochówku i uporządkowania pól bitewnych wokół Metzu, co doprowadziło do tego, że wkrótce po powrocie z Francji zachorował na tyfus.
Po odzyskaniu zdrowia został dyrektorem ds. górnictwa i hutnictwa w zakładach hrabiego Hugona Henckla von Donnersmarcka w Wirku, gdzie pełnił tę funkcję do końca lat 70. XIX wieku.
Od 1881 do końca 1892 roku mieszkał w Katowicach, gdzie zajmował się zarządzaniem prywatnymi kopalniami i hutami. Mieszkając tam, pełnił liczne funkcje honorowe. Był wówczas m.in.: inspektorem szkolnym, członkiem delegacji szkolnej (niem. Schuldeputation), członkiem sejmiku prowincjonalnego (niem. Provinzial-Landtag), członkiem izby gospodarczej okręgu opolskiego (niem. Handelskammer für den Regierungsbezirk Oppeln), członkiem stowarzyszenia handlowego (niem. Gewerbeverein), członkiem komitetu stowarzyszenia górników i hutników (niem. Berg- und Hüttenmännische Verein), przewodniczącym stowarzyszenia inżynierów (niem. Ingenieurvereine) czy przewodniczącym Związku Wojackiego Górnośląskiego Okręgu Przemysłowego (niem. Kriegerbund des oberschlesischen Industriebezirks). W latach 1881–1892 był radnym Rady Miejskiej w Katowicach, a w latach 1882–1888 zastępcą burmistrza.
Gdy opuszczał Katowice, władze miejskie jednogłośnie nadały mu tytuł honorowego obywatela miasta. Był pierwszą osobą, która otrzymała ten tytuł.
W 1895 roku był dyrektorem kopalni rud cynku i ołowiu „Samuelsglück” (z niem. Szczęście Samuela) w Brzezinach Śląskich. Mieszkał tam do 1 maja 1898 roku, kiedy to musiał przeprowadzić do rodzinnego Bolesławca. Tam też zmarł 22 maja 1899 roku.

## Odznaczenia
- Krzyż Żelazny II klasy[1]
- Order Orła Czerwonego IV klasy[1]